# Kalvholmen (Vaxholm)
Kalvholmen ist eine zu Schweden gehörende Insel im Stockholmer Schärengarten.
Die Insel gehört zur Gemeinde Vaxholm. Sie liegt südlich der Insel Tynningö. Östlich liegen die Schären Stinasgrundet und Kalvhuvudet, westlich Stora Getfoten. Südlich von Kalvholmen führt die Schiffsroute von der Ostsee nach Stockholm entlang. 
Kalvholmen erstreckt sich von Nordwesten nach Südosten über etwa 500 Meter, bei einer Breite von etwa bis zu 200 Metern. Die Insel ist mit mehreren überwiegend als Sommerhäusern genutzten Gebäuden bebaut und zum Teil bewaldet. Auf der Südseite der Insel befindet sich der Schiffsanleger Kalvholmen brygga.